# Athlītikos Podosfairikos Omilos Akratītos Anō Liosiōn
L'Athlītikos Podosfairikos Omilos Akratītos Anō Liosiōn (in greco: Αθλητικός Ποδοσφαιρικός Όμιλος Ακράτητος Άνω Λιοσίων), o più semplicemente Akratitos, è una società calcistica greca con sede nella città di Ano Liosia. Oggi milita nella quarta divisione del campionato di calcio greco.
La società è stata fondata nel 1963.
Nella stagione 2005-06 ha disputato l'ultima stagione nella Superlega, la massima divisione del proprio paese, concludendo all'ultimo posto della in classifica. La stagione seguente, a causa del fallimento che ha colpito la società, non ha potuto iscriversi alla seconda divisione ed è stata relegata in quarta divisione.

## Statistiche e record
Nel 2003 ha partecipato alla Coppa Intertoto ottenendo un'immediata eliminazione al secondo turno contro i finlandesi del Allianssi dopo una sconfitta in casa, per 0-1, e un pareggio esterno, per 0-0.
- Stagioni nella Souper Ligka Ellada: 4
- Stagioni nella Coppa Intertoto: 1

### Statistiche nelle competizioni UEFA
Tabella aggiornata alla fine della stagione 2018-2019.
| Competizione    | Partecipazioni | G | V | N | P | RF | RS |
| --------------- | -------------- | - | - | - | - | -- | -- |
| Coppa Intertoto | 1              | 2 | 0 | 1 | 1 | 0  | 1  |

## Palmarès

### Competizioni nazionali
- Gamma Ethniki: 1

1999-2000
- Delta Ethniki: 1

1998-1999 (gruppo 1)

### Altri piazzamenti
- Beta Ethniki:

Secondo posto: 2000-2001
Terzo posto: 2004-2005
- Delta Ethniki:

Secondo posto: 1987-1988 (gruppo 4), 2007-2008 (gruppo 7)
Terzo posto: 1990-1991 (gruppo 1), 1991-1992 (gruppo 3), 1997-1998 (gruppo 1)